# فرودگاه استتلر
فرودگاه استتلر (به انگلیسی: Stettler Airport) یک فرودگاه همگانی است که یک باند فرود آسفالت دارد و طول باند آن ۹۱۴ متر است. این فرودگاه در کشور کانادا قرار دارد و در ارتفاع ۸۱۹ متری از سطح دریا واقع شده است.